# Аянна Говард
Аянна Маккалла Говард (англ. Ayanna MacCalla Howard; нар. 24 січня 1972) — американський робототехнік, підприємець і педагог. З березня 2021 року — декан Інженерного коледжу Університету штату Огайо, вона стала першою жінкою в історії коледжу на цій посаді.
Говард очолювала Школу інтерактивних обчислень Технічного коледжу комп'ютерної техніки у Джорджії, кафедру біоінженерії Лінди Дж. і Марка К. Смітів у Школі електротехніки та комп'ютерної інженерії та була директором лабораторії з вивчення взаємодії людини та робота (HumAnS).

## Молодість й освіта
У дитинстві цікавилася інопланетянами та роботами, а її улюбленим телешоу було «Біонічна жінка». Говард здобула ступінь бакалавра інженерії в Університеті Брауна у 1993 році, а також ступінь магістра та доктора філософії з електротехніки в Університеті Південної Каліфорнії у 1994 та 1999 роках відповідно. Вона писала дисертацію «Рекурсивне навчання для маніпуляції деформованими об'єктами» під керівництвом Джорджа Бекі. Говард також здобула ступінь магістра ділового адміністрування у Кларемонтському університеті післядипломної освіти.

## Кар'єра
Ранній інтерес Говард до штучного інтелекту привів її на керівну посаду в Axcelis Inc., яка базується в Сіетлі, де вона допомагала розробити перший комерційний генетичний алгоритм Evolver і нейронну мережу Brainsheet, розроблену у партнерстві з Microsoft. З 1993 до 2005 рік працювала в Лабораторії реактивного руху НАСА, де обіймала кілька посад, зокрема старшого наукового співробітника з робототехніки та заступника керівника з дослідницьких робіт.
Вона приєдналася до Georgia Tech у 2005 році як доцент і засновник лабораторії HumAnS. Також працювала заступником директора з досліджень Інституту робототехніки й інтелектуальних машин і головою міждисциплінарної програми з робототехніки для докторів наук у Georgia Tech. У 2017 році стала головою Школи інтерактивних обчислень у цьому закладі.
У 2008 році вона привернула увагу всього світу своїми роботами SnoMote, розробленими для вивчення впливу глобального потепління на шельфові льодовики Антарктики. У 2013 році заснувала Zyrobotics і випустила свій перший набір терапевтичних й освітніх продуктів для дітей з особливими потребами.
Говард опублікувала 250 праць у рецензованих журналах і на конференціях, вона співредакторка/співавторка понад десятка книг і/або розділів книг. Вона отримала чотири патенти та виступила з понад 140 доповідями та/або виступами за запрошенням. Говард — членкиня Асоціації з розвитку штучного інтелекту (AAAI) й Інституту інженерів з електротехніки та електроніки (IEEE). Серед її численних нагород — нагорода імені А. Ніко Габерманна Асоціації комп'ютерних досліджень і нагорода Річарда А. Тапіа за досягнення.
У 2020 році в інтерв'ю радіопрограми «Marketplace» Говард окреслила як роботи-компаньйони можуть заповнять прогалину через соціальне дистанціювання в наслідок пандемії COVID-19 у США.
30 листопада 2020 року газета «Коламбус діспач» повідомила, що Говард очікує схвалення опікунської ради для вступу на посаду декана Інженерного коледжу Університету штату Огайо. 1 березня 2021 року Говард стала першою жінкою-деканом в історії коледжу.
У 2021 році Аянна Говард отримала премію від Асоціації обчислювальних машин за внесок у розвиток робототехніки, штучного інтелекту та комп'ютеризації. У червні 2022 року Говард стала опікуном Браунського університету.

## Дослідження
Серед наукових інтересів Говард взаємодію людини та роботом, допоміжна/реабілітаційна робототехніка, наукова/польова робототехніка, а також сприйняття, навчання та мислення.
Дослідження й опубліковані роботи Говард охоплюють різні теми робототехніки та штучного інтелекту, зокрема інтелектуальне навчання, віртуальна реальність для реабілітації та застосування робототехніки у педіатричної терапії. Вона зосереджується на розробці технологій для інтелектуальних агентів, які повинні взаємодіяти з людиною. На цю тему науковиця написала понад 200 рецензованих публікацій.

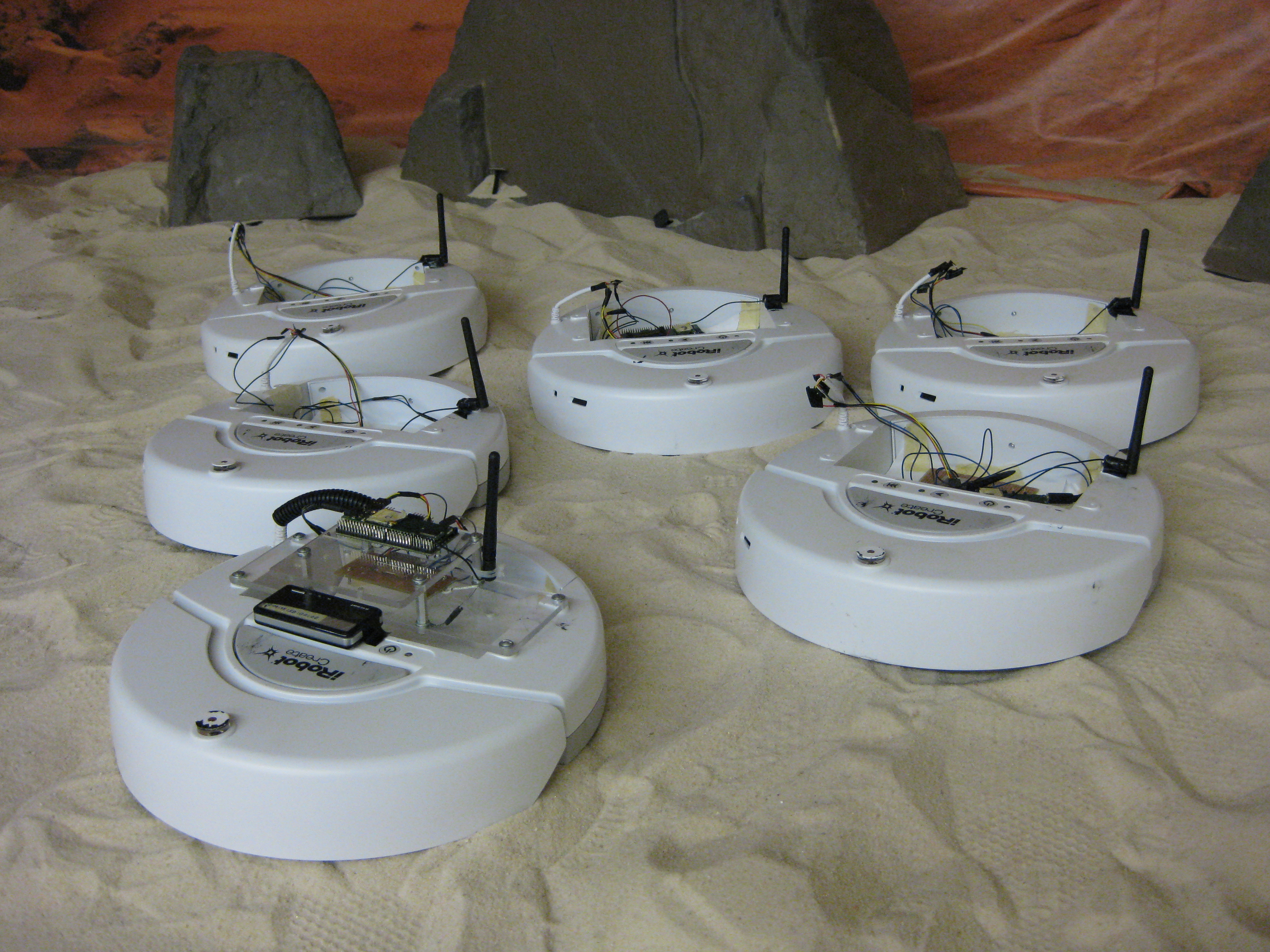
Команда iRobot створює роботів у лабораторії GRITS (спільно з Магнусом Егерштедтом) для дослідницького проєкту сенсорної мережі.

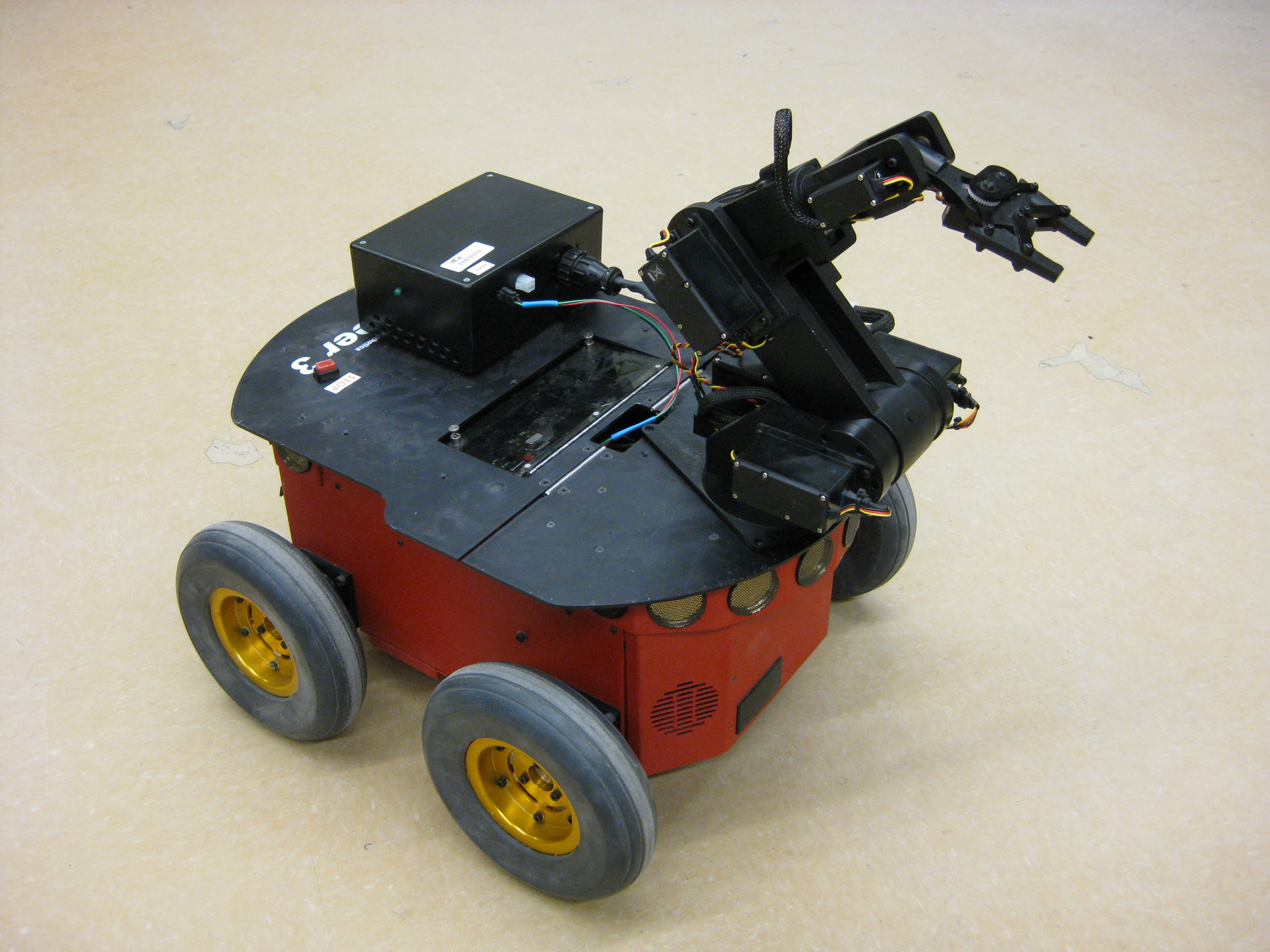

## Відзнаки та нагороди
Численні досягнення Говарда задокументовано в понад десятку статей. У 2003 році її включено до списку MTІ 100 найкращих інноваторів у світі віком до 35 років. Її згадано у «Повстання машин» статті 2004 році журналу «Тайм», а також у науковій статті «Ю-Ес-Ей тудей».
Деякі з нагород Говард:
- Премія Лью Аллена за відмінні досягнення (раніше Нагорода директора за досягнення у дослідженнях Лабораторії реактивного руху) за значний технічний внесок, 2001[25]
- Список МТІ 100 найкращих молодих інноваторів року, 2003[21][22]
- Лекторство Гілберт від Національної інженерної академії США, 2010[26]
- Нагорода від організації Інститут Аніти Борг, 2014[27][28][29]
- Нагорода А. Ніко Габермана Асоціації комп'ютерних досліджень, 2016[30]
- Медаль випускників Браунського університету, 2016[31]
- Посол винахідництва AAAS-Lemelson, 2016—2017[32]
- Жінка, яка залишила слід за версією журналу «Атланта», 2017[13]
- Спадщина Волкера #WLPower25, 2017[33]
- 50 найкращих жінок у галузі технологій за версією журналу «Forbes», 2018[34]
- Афінське лекторство Асоціації обчислювальних машин, 2021[16]
- Член Американської асоціації сприяння розвитку науки, 2021[35]
- Член Інституту інженерів з електротехніки та електроніки «за внесок у систему взаємодії людини та робота», 2021[36]
- Премія Патріка Генрі Вінстона для видатного педагога, 2023[37]